# XXVII з'їзд КПРС
XXVII з'їзд Комуністичної партії Радянського Союзу — перший з'їзд після смертей Л. І. Брежнєва, Ю. В. Андропова і К. У. Черненка (генеральним секретарем ЦК партії був уже М. С. Горбачов) і передостанній в історії КПРС.
Проходив у Москві з 25 лютого по 6 березня 1986.
На з'їзді були присутні 4993 делегати.
Борис Єльцин на з'їзді критикував стиль роботи Леоніда Брежнєва, назвавши останні роки його керівництва періодом застою.

## Порядок денний
1. Звіт ЦК КПРС і завдання партії (М. С. Горбачов)
2. Про нову редакцію програми КПРС
3. Про зміни в Статуті КПРС
4. Політична доповідь ЦК КПРС
5. Звіт Центральної ревізійної комісії КПРС
6. Про Основні напрями економічного і соціального розвитку СРСР на 1986–1990 і на перспективу до 2000 (М. І. Рижков)
7. Вибори центральних органів партії

## Рішення з'їзду
На з'їзді було обрано:
- Центральний Комітет КПРС: 307 членів, 170 кандидатів у члени ЦК КПРС
- Центральна ревізійна комісія: 83 члени

### Прийняті документи
- Основні напрями економічного і соціального розвитку СРСР на 1986–1990 рр. і на перспективу до 2000 року.

## Підсумки
- Затверджені Основні напрями економічного і соціального розвитку СРСР на 1986—1990 рр. і на перспективу до 2000 р.

У доповіді М. С. Горбачова констатувалося, що «в житті суспільства почали проступати застійні явища» як в економічній, так і в соціальній сферах.

## Склад керівних органів

### Члени ЦК КПРС
- Аксенов Олександр Никифорович
- Александров Анатолій Петрович
- Алієв Гейдар Алі Рза огли
- Алтунін Олександр Терентійович
- Аніщев Володимир Петрович
- Антонов Олексій Костянтинович
- Арбатов Георгій Аркадійович
- Арістов Борис Іванович
- Архипов Володимир Михайлович
- Архипов Іван Васильович
- Ауельбеков Єркін Нуржанович
- Афанасьєв Віктор Григорович
- Афанасьєв Сергій Олександрович
- Ахромеєв Сергій Федорович
- Багіров Кямран Мамед огли
- Базовський Володимир Миколайович
- Байбаков Микола Костянтинович
- Бакатін Вадим Вікторович
- Бакін Борис Володимирович
- Бакланов Олег Дмитрович
- Баландін Анатолій Никифорович
- Баландін Юрій Миколайович
- Бальмонт Борис Володимирович
- Бартошевич Геннадій Георгійович
- Баталін Юрій Петрович
- Бахірєв В'ячеслав Васильович
- Башилов Сергій Васильович
- Баштанюк Геннадій Сергійович
- Березін Анатолій Іванович
- Бєлоусов Ігор Сергійович
- Бєляков Олег Сергійович
- Бірюкова Олександра Павлівна
- Бобков Пилип Денисович
- Богомяков Геннадій Павлович
- Бойко Віктор Григорович
- Болдирєв Іван Сергійович
- Борисенков Василь Михайлович
- Бородін Леонід Олександрович
- Бровиков Володимир Гнатович
- Бугаєв Борис Павлович
- Вайно Карл Генрихович
- Васильєв Микола Федорович
- Ващенко Григорій Іванович
- Ведерников Геннадій Георгійович
- Величко Володимир Макарович
- Власов Олександр Володимирович
- Войстроченко Анатолій Хомич
- Володін Борис Михайлович
- Вольський Аркадій Іванович
- Воронін Лев Олексійович
- Воронцов Юлій Михайлович
- Воропаєв Михайло Гаврилович
- Воротников Віталій Іванович
- Восс Август Едуардович
- Гагаров Дмитро Миколайович
- Герасимов Анатолій Миколайович
- Герасимов Іван Олександрович
- Глушко Валентин Петрович
- Говоров Володимир Леонідович
- Голубєва Валентина Миколаївна
- Голубєва Марія Архипівна
- Гончаренко Борис Трохимович
- Горбачов Михайло Сергійович
- Горшков Леонід Олександрович
- Горшков Сергій Георгійович
- Гостєв Борис Іванович
- Греков Леонід Іванович
- Грибков Анатолій Іванович
- Гришкявічюс Пятрас Пятрович
- Грищенко Петро Семенович
- Громова Марія Сергіївна
- Громико Андрій Андрійович
- Гроссу Семен Кузьмич
- Гудков Олександр Федорович
- Гуженко Тимофій Борисович
- Гусєв Володимир Кузьмич
- Густов Іван Степанович
- Демиденко Василь Петрович
- Демірчян Карен Серопович
- Демічев Петро Нілович
- Дінков Василь Олександрович
- Добрик Віктор Федорович
- Добринін Анатолій Федорович
- Долгих Володимир Іванович
- Єгоров Анатолій Григорович
- Єжевський Олександр Олександрович
- Єльцин Борис Миколайович
- Єльченко Юрій Никифорович
- Ємохонов Микола Павлович
- Єрмаков Микола Спиридонович
- Єрмін Лев Борисович
- Єршова Нелі Михайлівна
- Єфимов Олександр Миколайович
- Загладін Вадим Валентинович
- Зайков Лев Миколайович
- Зайцев Михайло Митрофанович
- Замятін Леонід Митрофанович
- Затворницький Володимир Андрійович
- Захаров Василь Георгійович
- Зимянін Михайло Васильович
- Золотухін Григорій Сергійович
- Зоркальцев Віктор Ілліч
- Івановський Євген Пилипович
- Ігнатов Вадим Миколайович
- Кавун Василь Михайлович
- Казаков Леонід Давидович
- Калашников Володимир Ілліч
- Каменцев Володимир Михайлович
- Капто Олександр Семенович
- Карлов Володимир Олексійович
- Карпова Євдокія Федорівна
- Катушев Костянтин Федорович
- Качаловський Євген Вікторович
- Качин Дмитро Іванович
- Качура Борис Васильович
- Клепиков Михайло Іванович
- Клименко Іван Юхимович
- Клюєв Володимир Григорович
- Князюк Михайло Олександрович
- Ковальов Михайло Васильович
- Колбін Геннадій Васильович
- Колдунов Олександр Іванович
- Колесников Владислав Григорович
- Колесников Олександр Якович
- Колпаков Серафим Васильович
- Конарєв Микола Семенович
- Конопльов Борис Всеволодович
- Корнієнко Георгій Маркович
- Корольов Анатолій Максимович
- Костін Віталій Семенович
- Кочемасов В'ячеслав Іванович
- Круглова Зінаїда Михайлівна
- Кручина Микола Юхимович
- Крючков Володимир Олександрович
- Кузнецов Василь Васильович
- Куликов Віктор Георгійович
- Куликов Федір Михайлович
- Кунаєв Дінмухамед Ахмедович
- Купцов Валентин Олександрович
- Куркоткін Семен Костянтинович
- Лемаєв Микола Васильович
- Лизичев Олексій Дмитрович
- Литвинцев Юрій Іванович
- Лігачов Єгор Кузьмич
- Логунов Анатолій Олексійович
- Ломакін Віктор Павлович
- Ломако Петро Фадійович
- Ломоносов Володимир Григорович
- Лощенков Федір Іванович
- Лук'янов Анатолій Іванович
- Лутак Іван Кіндратович
- Лушев Петро Георгійович
- Лущиков Анатолій Павлович
- Ляшко Олександр Павлович
- Майорець Анатолій Іванович
- Макаренко Віктор Сергійович
- Максимов Юрій Павлович
- Малофеєв Анатолій Олександрович
- Малихін Василь Михайлович
- Мальков Микола Іванович
- Мальцев Віктор Федорович
- Манаєнков Юрій Олексійович
- Манякін Сергій Йосипович
- Марков Георгій Мокійович
- Марчук Гурій Іванович
- Масалієв Абсамат Масалійович
- Масленников Микола Іванович
- Маслюков Юрій Дмитрович
- Махкамов Кахар Махкамович
- Медведєв Вадим Андрійович
- Мельников Олександр Григорович
- Мендибаєв Марат Самійович
- Мєсяц Валентин Карпович
- Миронов Василь Петрович
- Мисниченко Владислав Петрович
- Мірошхін Олег Семенович
- Мішин Віктор Максимович
- Мозговий Іван Олексійович
- Моргун Федір Трохимович
- Морозов Іван Павлович
- Моторний Дмитро Костянтинович
- Муравйов Євген Федорович
- Мураховський Всеволод Серафимович
- Мясников Олексій Павлович
- Назарбаєв Нурсултан Абішович
- Никонов Віктор Петрович
- Ніязов Сапармурат Атаєвич
- Новожилов Генріх Васильович
- Ночовкін Анатолій Петрович
- Огарков Микола Васильович
- Одинцов Володимир Євгенович
- Орлов Володимир Павлович
- Павлов Володимир Якович
- Панов Костянтин Миколайович
- Парубок Омелян Никонович
- Патіашвілі Джумбер Ілліч
- Патон Борис Євгенович
- Первишин Ерлен Кірікович
- Переверзєва Ніна Василівна
- Петров Василь Іванович
- Петров Владислав Олексійович
- Петров Юрій Володимирович
- Плетньова Валентина Миколаївна
- Плеханов Олександр Миколайович
- Плешаков Петро Степанович
- Полозков Іван Кузьмич
- Поляков Віктор Миколайович
- Пономарьов Борис Миколайович
- Пономарьов Михайло Олександрович
- Пономарьов Олексій Пилипович
- Попов Микола Сергійович
- Попов Пилип Васильович
- Прокоп'єв Ілля Павлович
- Прокоп'єв Юрій Миколайович
- Птіцин Володимир Миколайович
- Пугін Микола Андрійович
- Пуго Борис Карлович
- Разумов Євген Зотович
- Разумовський Георгій Петрович
- Рахманін Олег Борисович
- Ревенко Григорій Іванович
- Рекунков Олександр Михайлович
- Реут Анатолій Антонович
- Рибаков Анатолій Якович
- Рижков Микола Іванович
- Риков Василь Назарович
- Рябов Яків Петрович
- Савінкін Микола Іванович
- Сазонов Анатолій Павлович
- Сайкін Валерій Тимофійович
- Саликов Какімбек
- Сизенко Євген Іванович
- Силаєв Іван Степанович
- Сисцов Аполон Сергійович
- Ситников Василь Іванович
- Славський Юхим Павлович
- Слюньков Микола Микитович
- Смиртюков Михайло Сергійович
- Смислов Валентин Іванович
- Смольський Павло Олександрович
- Соколов Єфрем Овсійович
- Соколов Сергій Леонідович
- Соловйов Юрій Пилипович
- Соломенцев Михайло Сергійович
- Степанов Володимир Севастянович
- Строєв Єгор Семенович
- Стукалін Борис Іванович
- Табеєв Фікрят Ахмеджанович
- Тализін Микола Володимирович
- Таразевич Георгій Станіславович
- Таратута Василь Миколайович
- Татарчук Микола Федорович
- Телепньов Петро Максимович
- Теребилов Володимир Іванович
- Терешкова Валентина Володимирівна
- Терещенко Микола Дмитрович
- Титаренко Олексій Антонович
- Тихомиров Володимир Порфирович
- Тихонов Микола Олександрович
- Толкунов Лев Миколайович
- Толубко Володимир Федорович
- Третяк Іван Мойсейович
- Третяков Петро Іванович
- Трофимов Юрій Миколайович
- Трунов Михайло Петрович
- Тяжельников Євген Михайлович
- Удала Раїса Силантіївна
- Усманов Гумер Ісмагілович
- Усманходжаєв Інамжон Бузрукович
- Уткін Володимир Федорович
- Федірко Павло Стефанович
- Федосєєв Петро Миколайович
- Філатов Олександр Павлович
- Фіногенов Павло Васильович
- Фотєєв Володимир Костянтинович
- Фролов Іван Тимофійович
- Ходирєв Володимир Якович
- Хомяков Олександр Олександрович
- Христораднов Юрій Миколайович
- Чазов Євген Іванович
- Чаковський Олександр Борисович
- Чебриков Віктор Михайлович
- Червоненко Степан Васильович
- Чердинцев Василь Макарович
- Черкашина Валентина Миколаївна
- Чернавін Володимир Миколайович
- Черномирдін Віктор Степанович
- Черняєв Анатолій Сергійович
- Чирсков Володимир Григорович
- Чичеров Володимир Степанович
- Чорний Олексій Клементійович
- Шабанов Віталій Михайлович
- Шакіров Мідхат Закірович
- Шалаєв Степан Олексійович
- Шамшин Василь Олександрович
- Шарін Леонід Васильович
- Шеварднадзе Едуард Амвросійович
- Шевченко Валентина Семенівна
- Шкабардня Михайло Сергійович
- Школьников Олексій Михайлович
- Шуляк Євген Олександрович
- Щадов Михайло Іванович
- Щербина Борис Євдокимович
- Щербицький Володимир Васильович
- Юсупов Магомед Юсупович
- Ягодін Геннадій Олексійович
- Яковлєв Олександр Миколайович

### Кандидати у члени ЦК КПРС
- Агеєв Геній Євгенович
- Алімов Тимур Агзамович
- Альошин Георгій Васильович
- Антонов Микола Панасович
- Аріпджанов Махмут Маріпович
- Афонін Веніамін Георгійович
- Бабенко Олександр Олександрович
- Басистов Анатолій Георгійович
- Бацанов Борис Терентійович
- Беліков Валерій Олександрович
- Бєляков Анатолій Михайлович
- Бібін Леонід Олексійович
- Бобикін Леонід Федорович
- Бобовиков Ратмір Степанович
- Болдін Валерій Іванович
- Боровикова Зоя Іванівна
- Браков Євген Олексійович
- Брежнєв Володимир Аркадійович
- Бризга Лідія Дмитрівна
- Брутенц Карен Нерсесович
- Будика Олександр Дмитрович
- Буренков Сергій Петрович
- Бусигін Михайло Іванович
- Валов Юрій Миколайович
- Варенников Валентин Іванович
- Варначов Євген Андрійович
- Васильєв Лев Борисович
- Веліхов Євген Павлович
- Величко Ігор Іванович
- Владиченко Іван Максимович
- Вороновський Геннадій Петрович
- Геллерт Наталія Володимирівна
- Гіренко Андрій Миколайович
- Гладкий Іван Іванович
- Глушков Микола Тимофійович
- Гончар Олександр Терентійович
- Грамов Марат Володимирович
- Грибачов Микола Матвійович
- Григор'єв Володимир Вікторович
- Грінцов Іван Григорович
- Давидов Микола Григорович
- Деменцев Віктор Володимирович
- Джаббаров Ісмаїл
- Дибенко Микола Кирилович
- Дмитрієв Валентин Іванович
- Дмитрієв Іван Миколайович
- Єгоров Георгій Михайлович
- Єлисєєв Євген Олександрович
- Єрмаш Пилип Тимофійович
- Єфимов Анатолій Степанович
- Жуков Юрій Олександрович
- Захаров Володимир Андрійович
- Іванова Тетяна Георгіївна
- Івашко Володимир Антонович
- Ієвлєв Олександр Іванович
- Ільїчов Леонід Федорович
- Кадиров Гайрат Хамідуллайович
- Казаков Василь Іванович
- Калін Іван Петрович
- Камай Олексій Степанович
- Камаліденов Закаш Камаліденович
- Капітанець Іван Матвійович
- Карабасов Юрій Сергійович
- Карпов Володимир Васильович
- Касимова Валентина Олександрівна
- Квіцинський Юлій Олександрович
- Киргизбаєва Тухтахон Базарівна
- Кисельов Геннадій Миколайович
- Клейко Степан Васильович
- Кльоцков Леонід Герасимович
- Козловський Євген Олександрович
- Колбешкін Олексій Юхимович
- Колмогоров Георгій Дмитрович
- Коломієць Юрій Панасович
- Комаров Микола Дмитрович
- Коновалов Василь Миколайович
- Константинов Анатолій Устинович
- Коптюг Валентин Панасович
- Коркін Олександр Гаврилович
- Корольов Михайло Антонович
- Кочетков Юрій Петрович
- Кошоєв Темірбек Кудайбергенович
- Кравцов Борис Васильович
- Крючков Василь Дмитрович
- Куанишев Оразбек Султанович
- Куліджанов Лев Олександрович
- Лаптєв Іван Дмитрович
- Листов Володимир Володимирович
- Лобов Юрій Іванович
- Логинов Вадим Петрович
- Лук'яненко Володимир Матвійович
- Луньков Микола Митрофанович
- Лучинський Петро Кирилович
- Мамарасулов Саліджан
- Масол Віталій Андрійович
- Матафонов Михайло Іванович
- Ментешашвілі Тенгіз Миколайович
- Меркулова Галина Володимирівна
- Метонідзе Гурам Арчилович
- Мєшков Олександр Григорович
- Мирзашев Рисбек
- Мироненко Віктор Іванович
- Можаєв Павло Петрович
- Мукашев Саламат Мукашевич
- Ненашев Михайло Федорович
- Никифоров Валентин Михайлович
- Нікітін Владилен Валентинович
- Нікольський Борис Васильович
- Образцов Іван Пилипович
- Овчинников Юрій Анатолійович
- Осипов Володимир Васильович
- Павлов Микола Антонович
- Паршина Валентина Романівна
- Паскар Петро Андрійович
- Пентюхов Іван Олексійович
- Петрищев Олексій Георгійович
- Погребняк Яків Петрович
- Подольський Євген Михайлович
- Попков Михайло Данилович
- Попов Микола Іванович
- Посібеєв Григорий Андрійович
- Примаков Євген Максимович
- Радюкевич Леонід Володимирович
- Рачков Альберт Іванович
- Решетилов Володимир Іванович
- Рибаков Олексій Миронович
- Рижиков Михайло Борисович
- Родін Віктор Семенович
- Ромазан Іван Харитонович
- Романін Дмитро Васильович
- Рубен Юрій Янович
- Сакалаускас Вітаутас Владович
- Салімов Акіл Умурзакович
- Саркісян Тадей Тачатович
- Саул Бруно Едуардович
- Сеїдов Гасан Неймат огли
- Сидоров Володимир Васильович
- Скиба Іван Іванович
- Скляров Юрій Олександрович
- Слєзко Петро Якович
- Смирнов Віктор Ілліч
- Смирнов Георгій Лукич
- Снєтков Борис Васильович
- Сологуб Віталій Олексійович
- Сорокін Олексій Іванович
- Спиридонов Лев Миколайович
- Сташенков Микола Олексійович
- Торопов Володимир Іванович
- Трояновський Олег Олександрович
- Уланов Геннадій Іванович
- Фалін Валентин Михайлович
- Фомиченко Костянтин Юхимович
- Фролов Костянтин Васильович
- Хайоєв Ізатулло Хайоєвич
- Хитрун Леонід Іванович
- Хрєнников Тихон Миколайович
- Чаплін Борис Миколайович
- Черепанов Іван Михайлович
- Чехарін Євген Михайлович
- Чикін Валентин Васильович
- Шапіро Лев Борисович
- Ширшин Григорій Чоодуйович
- Шитов Олександр Іванович
- Шубников Микола Михайлович
- Шуральов Володимир Михайлович
- Щепетильников Аркадій Миколайович
- Щербаков Сергій Георгійович
- Язкулієв Балли
- Язов Дмитро Тимофійович
- Ястребов Іван Павлович

### Члени ЦРК КПРС
- Авакян Гаяне Аветиківна
- Адилов Володимир Туйчійович
- Алексанкін Олександр Васильович
- Ануфрієв Георгій Іванович
- Баликова Люція Кузьмівна
- Баранов Олександр Олексійович
- Бейшекеєва Зайна
- Бєляєв Альберт Андрійович
- Биков Валерій Олексійович
- Бухарін Микола Іванович
- Вагріс Ян Янович
- Владимиров Борис Григорович
- Воєнушкін Сергій Федорович
- Восканян Грант Мушегович
- Галкін Дмитро Прохорович
- Гілашвілі Павло Георгійович
- Гребенюк Василь Андрійович
- Гулова Зулайхо Сохібназарівна
- Джумагулов Апас
- Драгунський Давид Абрамович
- Дубінін Юрій Володимирович
- Думачов Анатолій Пантелійович
- Єрпилов Петро Іванович
- Єфремов Леонід Миколайович
- Зверєв Олексій Ілліч
- Ізраель Юрій Антонійович
- Кабасін Геннадій Сергійович
- Капітонов Іван Васильович
- Касьянова Галина Володимирівна
- Ковальов Анатолій Гаврилович
- Комарова Домна Павлівна
- Комплектов Віктор Георгійович
- Коннов Веніамін Федорович
- Коппель Хельді-Мелайне Оскарівна
- Костюков Іван Іванович
- Красненкова Валентина Федорівна
- Криворучко Леонтій Леонтійович
- Лаптєв Павло Павлович
- Лосєв Сергій Андрійович
- Максимкіна Ада Михайлівна
- Мойсеєв Микола Андрійович
- Мокану Олександр Олександрович
- Наяшков Іван Семенович
- Низовцева Алла Панасівна
- Одобеску Віра Сергіївна
- Паллаєв Гаїбназар
- Попов Микола Іванович
- Постников Станіслав Іванович
- Рзаєва Тамілла Наріман кизи
- Рибаков Іван Васильович
- Риндіна Антоніна Миколаївна
- Ромазанов Кабдулла Закір'янович
- Рубцов Микола Федорович
- Рюйтель Арнольд Феодорович
- Сагдієв Махтай Рамазанович
- Самілик Микола Гнатович
- Сизов Геннадій Федорович
- Смирнова Любов Євгенівна
- Снєткова Тетяна Іванівна
- Сонгайла Рінгаудас-Бронісловас Ігнович
- Степанов Володимир Тимофійович
- Сторожук Анатолій Васильович
- Стульпінене Зінаїда Антанівна
- Субботін Олександр Михайлович
- Сухорученкова Галина Федорівна
- Татлієв Сулейман Байрам огли
- Ткачов Сергій Петрович
- Трофимова Тетяна Гаврилівна
- Трубілін Микола Тимофійович
- Ульянов Михайло Олександрович
- Фатєєв Анатолій Михайлович
- Халдєєв Михайло Іванович
- Харламов Олександр Павлович
- Ходжамурадов Аннамурад
- Хусаїнов Юрій Мінівалич
- Шабанов Віталій Олександрович
- Шалиєв Атабалли Бапбайович
- Шараєв Леонід Гаврилович
- Шарапов Віктор Васильович
- Швецова Людмила Іванівна
- Шинкевич Іван Артемович
- Щербакова Ніна Миколаївна
- Яновський Рудольф Григорович